# Бехти, Лейла
Лейла Бехти (фр. Leïla Bekhti; род. 6 марта 1984, Исси-ле-Мулино) — французская актриса кино и телевидения. Исполнила роль Зарки в киноальманахе «Париж, я люблю тебя».

## Биография
Лейла Бехти родилась в алжирской семье в городе Исси-ле-Мулино, регионе Иль-де-Франс в 1984 году. После окончания литературной школы с театральным уклоном в Лицее Мориса Женевуа (фр. Lycée Maurice Genevoix) в городке Монруж она в течение шести месяцев посещает театральные курсы Стефана Жильда (фр. Stéphane Gildas), затем курс в арт-студии Беренжер Басти (фр. Bérengère Basty). В 2005 она успешно проходит пробы на роль в фильме «Шайтан», где играет роль Жасмин вместе[стиль] с Моникой Беллуччи и Венсаном Касселем.
Сыграв в фильме «Шайтан» она была замечена режиссёром Джеральдин Накаш и была приглашена сыграть в её фильме «Всё то, что сверкает». До этого Лейла исполнила роль Джамилы в фильме «Пророк», получившем множество премий и номинаций, в том числе на премию «Оскар» как лучший фильм на иностранном языке.

## Личная жизнь
Лейла Бехти замужем за французским актёром Тахаром Рахимом, с которым она познакомилась на съёмках фильма «Пророк». У них четверо детей (Рахим, Тахар)

## Фильмография
- 2006 — Шайтан / Sheitan

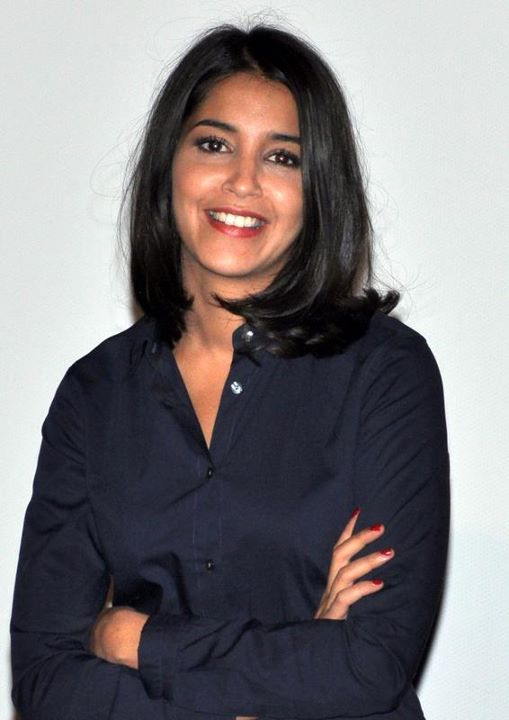
Лейла Бехти на премьере фильма «Замечательная жизнь», январь 2012 года

- 2006 — Париж, я люблю тебя / Paris, je t’aime
- 2006 — Обманщики / Les Tricheurs (ТВ)
- 2006 — Харки / Harkis (ТВ)
- 2006 — Слабая вера / Mauvaise Foi
- 2007 — Али Баба и 40 разбойников / Ali Baba et les 40 voleurs (ТВ)
- 2008 — Враг государства № 1 / Mesrine: L`instinct de mort
- 2009 — Пророк / Un prophète
- 2009 — Зверь / La bête
- 2009 — Выбор Мириам / Le Choix de Myriam
- 2010 — Всё то, что сверкает / Tout ce qui brille
- 2011 — Замечательная жизнь / Une vie meilleure
- 2011 — Крутой поворот / Itinéraire bis
- 2011 — Источник / La source des femmes
- 2012 — Вооружённое ограбление / Mains armées
- 2012 — Приключения французов в Нью-Йорке / Nous York
- 2013 — У порога зимы/ Avant l’hiver
- 2015 — Вместе или никак / Nous trois ou rien
- 2016 — Полуночное солнце (ТВ) / Jour polaire
- 2018 — Непотопляемые / Le Grand Bain
- 2018 — Точка невозврата / Beirut
- 2019 — Идеальная няня / Chanson douce
- 2021 — Беспокойный / Les Intranquilles
- 2022 — Влюблен без памяти / C'est mon homme